# 斯杰潘纳斯·达留斯
斯杰潘纳斯·达留斯 (在美國名為史蒂芬·達留斯 ；出生名為Steponas Jucevičius-Darašius;1896年1月9日—1933年7月17日)是一位立陶宛裔美國籍飛行員，1933年他在駕駛中途不停的「立陶宛人」飛機從紐約前往考納斯時墜機身亡。 

## 圖片

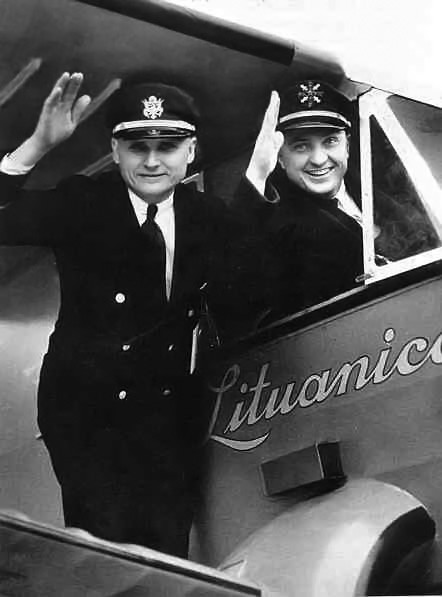
Darius (in cockpit) and Stasys Girėnas before the Lituanica transatlantic flight in 1933 July
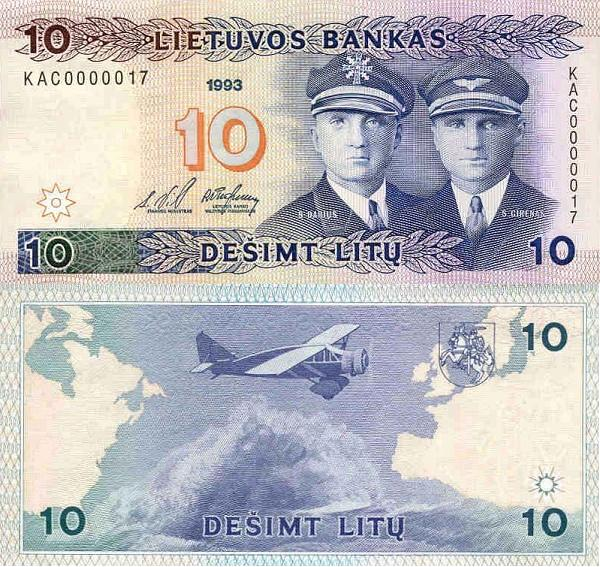
達留斯(左)及 Girėnas 在10立特鈔票上的肖像
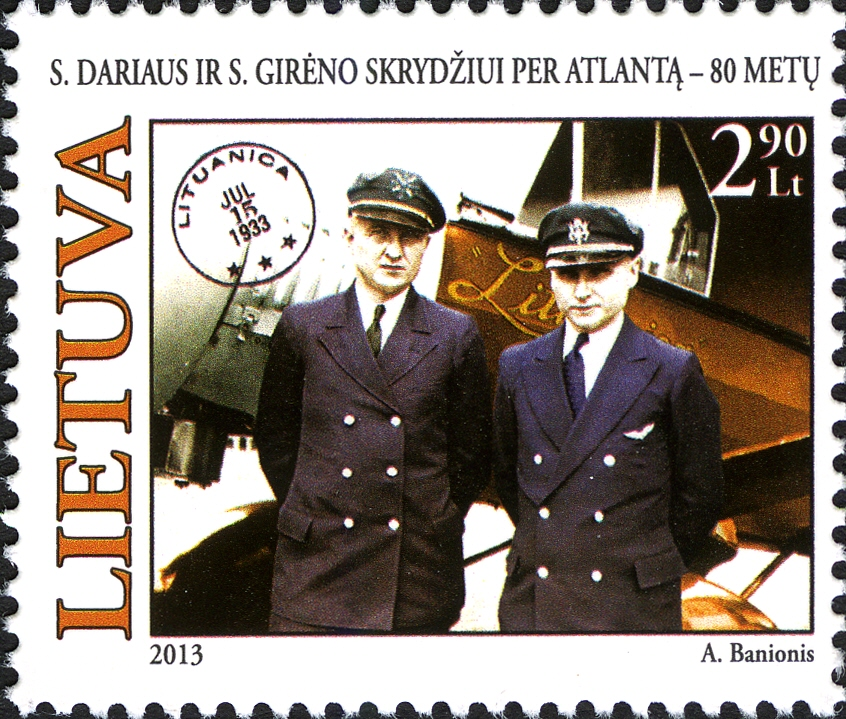
2013年的立陶宛郵票

## 外部連結
- Palwaukee Airport (Wheeling, Illinois) featured on Lithuanian banknote